# 2021 în Algeria
Acest articol prezinta evenimente marcante din anul 2021 în Algeria .

## Decese
- 2 ianuarie– Mirzaq Biqtash⁠(d)(născut în anul 1945), autor.
- 18 ianuarie– Jean-Pierre Bacri(născut în anul 1951), actor(On connaît la chanson⁠(d), Place Vendôme⁠(d)) și scenarist(Le Goût des autres⁠(d)) francez
- 22 ianuarie– Guem⁠(d)(născut în anul 1947), muzician, compozitor și dansator.
- 17 martie– Rym Ghezali⁠(d)(născută în anul 1982), actriță(El Waara⁠(d)).
- 27 martie– Redha Hamiani⁠(d)(născut în anul 1944), politician.